# Teotihuacán
Teotihuacán je jedna ze starých mezoamerických kultur, mezi 1. a 8. stol. n. l. nejvýznamnější náboženské centrum celé Střední Ameriky. Zříceniny Teotihuacánu leží dnes necelých 50 kilometrů severovýchodně od Mexico City. Teotihuacán je nejen v mexických mýtech popisován jako zvláštní, magické, posvátné místo skrývající mnoho tajemství a ohromující svojí monumentalitou. Aztékové 800 let po zániku civilizace Teotihuacánu věřili, že právě zde byl po poslední kosmické katastrofě obnoven svět a stvořeno nové Slunce.

## Historie
Zříceniny Teotihuacánu leží na vyprahlé náhorní plošině v nadmořské výšce asi 2200 metrů. Velkolepé stavby se tyčí v údolí, na značném prostoru, dobrých 5 km dlouhém a skoro 3 km širokém. Teotihuacán byl náboženským centrem, kde se scházely desetitisíce lidí.

### Obyvatelé

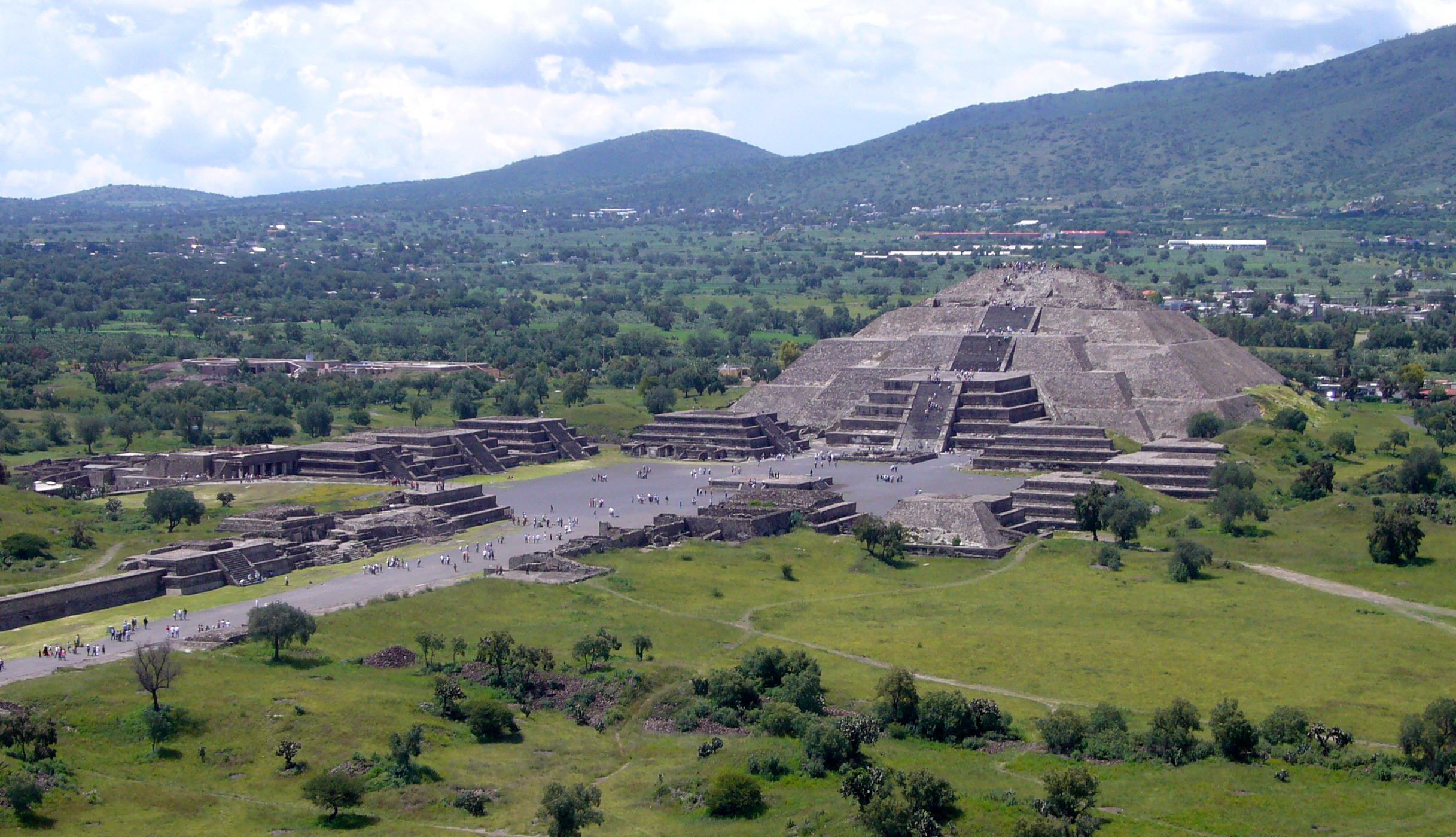
Měsíční pyramida

Trosky posvátného města poprvé objevili Aztékové, kteří tuto oblast osídlili 700 let poté, co bylo město kolem roku 600 n. l. opuštěno. Jeho bývalá krása na ně udělala takový dojem, že uvěřili, že je to rodiště bohů. Název Teotihuacán pochází právě z aztéckého náhuatlu a znamená „město bohů“ nebo „místo, kde se lidé stávají bohy“ nebo přesněji „místo, kde je hojnost bohů“. To Aztékové pojmenovali hlavní tepnu města Cesta mrtvých a stavby nazvali pyramidou Slunce a Měsíce. Skutečné jméno města ani jeho monumentů neznáme. Doposud je záhadou, kdo byli jeho zakladatelé a jakým jazykem mluvili, protože po sobě nezanechali žádné písemné památky, jen několik nerozluštitelných symbolů či náčrtů. Přestože se již podařilo identifikovat řadu vlivů, jež na Teotihuacán působily, dodnes se neví, odkud přišli a k jaké etnické skupině tito lidé patřili. Proto se zavedl pojem teotihuacánská kultura nebo civilizace Teotihuacánu. Panují domněnky, že to mohli být Toltékové nebo některá z nahuaských skupin, někdo tvrdí, že tito lidé byli Otomiové, a jiní se naopak přiklánějí k názoru, že se jednalo o Totonaky nebo mluvčí miše-sokeských jazyků. Doposud to však jsou jen pouhé hypotézy. Uvažuje se také o tom, že obyvatelé Teotihuacánu byli mnohonárodnostním společenstvím, které uctívalo bohyni zosobněnou v posvátné hoře Cerro Gordo. K této verzi se ve svém článku přiklání i Stanislav Chládek: „Na začátku prvního milénia radikálně změnily demografii centrálního mexického údolí mohutné výbuchy sopek Xitle a Popocatépetl. Starší civilizace, které existovaly před začátkem našeho letopočtu, byly rozsáhlým kataklyzmatem z velké části zničeny a obyvatelé, kteří katastrofu přežili, se přesunuli na sever údolí a založili Teotihuacán.“ Kvůli neznalosti jazyka zatím ani není možné získat více údajů o jménech vládců či o historii a sociálněpolitické organizaci města. Totožnost národa, který způsobil rozkvět největšího a nejvýznamnějšího města v Mezoamerice, zůstane ještě nějakou dobu záhadou.

### Historický vývoj
Teotihuacán vznikl z malé vesnické osady a kolem r. 100 př. n. l. (možná jako následek erupce sopky Popocatépetl) se začal rozrůstat ve velké městské centrum. Rozvíjel se v klasickém období mezoamerických dějin, které se datuje mezi 1. a 8. stoletím n. l.
Nejstarší stopy neolitických vesnic v teotihuacánské oblasti se datují do r.500 př. n. l. Teotihuacán vznikl splynutím řady menších vesnic poté, co zde byla objevena čtyřkomorová jeskyně s lávovým tunelem. Jeskyně měla zvláštní význam, neboť její čtyři komory mohly představovat čtyři části mezoamerického kosmu. Během předklasického období se v oblasti středního Mexika začaly prudce rozvíjet dvě vesnice v blízkosti jezera Texcoco – Cuicuilco a Teotihuacán. Někdy kolem roku 100 n. l. bylo Cuicuilco zničeno pravděpodobně sopečným výbuchem a ti, kdo přežili, se uchýlili do Teotihuacánu. Po příchodu těchto obyvatel se začalo formovat obřadní středisko, které se stalo centrem obřadů a osídlení v údolí. Z tohoto období také pocházejí nejstarší posvátné stavby, z nichž nejstarší je pyramida Slunce, postavená přímo nad jeskyní. Byla součástí působivého urbanizačního programu, který se v průběhu 1. stol. n. l. uskutečnil v Teotihuacánu. Zároveň se podařilo přesvědčit okolní venkovské obyvatelstvo, aby se přestěhovalo do města. Na prahu 2. stol. se začal Teotihuacán rozrůstat a přibývalo budov kolem Cesty mrtvých a podél druhé hlavní ulice. Kolem r. 200 n. l. vyrostl v rámci Citadely jeden ze symbolicky nejvýznamnějších monumentů města, Quetzalcóatlova pyramida. Město bylo nejspíše v počátcích řízeno koalicí čtyř vládců.

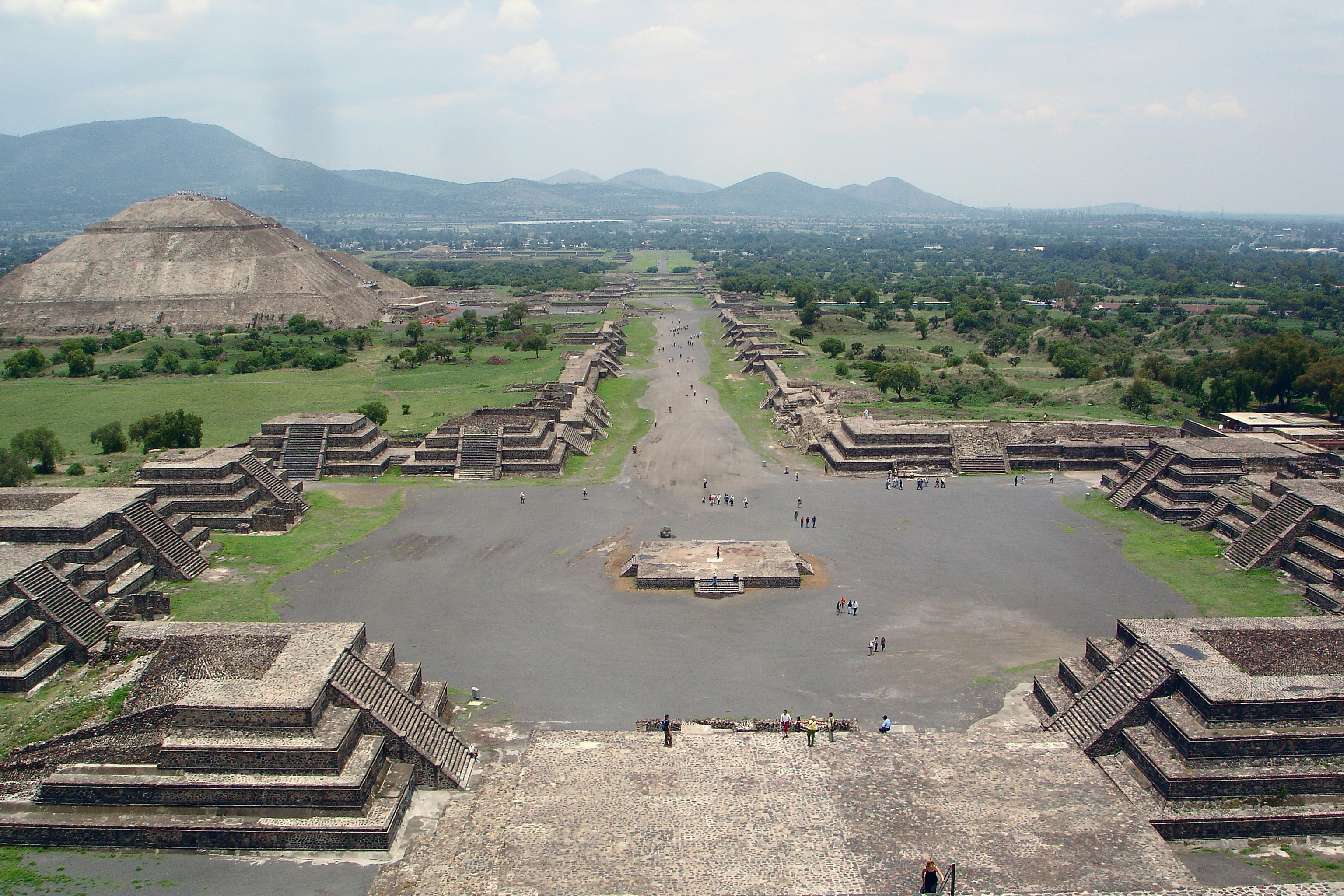
Pohled z Měsíční pyramidy na Ulici mrtvých a Sluneční pyramidu

Mezi roky 250–650 n. l. se datuje vrchol teotihuacánské kultury. Město se rozkládalo na 22–25 km2 a dosáhlo maximálního počtu obyvatel, který se odhaduje až na 200 000. V této obrovské metropoli žilo přibližně 90% populace jižní a jihovýchodní části Mexického údolí. V roce 500 n. l. byl Teotihuacán šestým největším městem na světě a centrem říše, která přímo ovládala zhruba 25 000 km2 území středního Mexika a měla převahu v celé Střední Americe. Režim, který řídil Teotihuacán, byl militaristický a výbojný, měli dokonce i stálou armádu. Na svém vrcholu bývalo město významným cílem poutí. Lidé, kteří přicházeli do Mexického údolí, obvykle navštívili i Teotihuacán, buď aby v úžasu zhlédli stavby natřené jásavými barvami, anebo aby zde obchodovali nebo se pomodlili. Ke kulturnímu rozkvětu patří i architektonický a umělecký rozvoj. Kromě největších staveb byla přestavěna řada starých budov, vznikla centrální Cesta mrtvých, obydlí se soustřeďovala do residenčních čtvrtí a stavěly se byty v pravém slova smyslu. Původní chatrče z netrvalých materiálů začaly nahrazovat cihlové paláce. Spolu s obrovskou přestavbou dochází k velkému rozkvětu plastických umění. Figurky z tohoto období jsou jedny z nejlepších, jaké kdy byly v Mexiku vyrobeny.
V následujícím období po r. 650 dokonalost umění a řemesel upadla a Teotihuacán přestal být posvátným městem. Poslední změny v architektuře byly provedeny nakvap a náhlá změna stylu figurek asi naznačuje, že bylo zavedeno uctívání nových božstev. Nouze, vyvolaná takovou obrovskou přestavbou, pak vedla asi k revoltě.

### Zánik
Teotihuacán existoval asi 700 let. Někdy po r. 500 vstoupil z nejasných důvodů do éry svého konečného úpadku a okolo r. 750 se Město bohů zhroutilo. Nikdo netuší, proč k úpadku došlo. Neexistují psané záznamy z klasického období, z nichž bychom se mohli dozvědět, co se stalo.
Kolem roku 700 n. l. podlehla obrovská metropole středního Mexika ohni a byla zničena, na zbytcích staveb byly nalezeny stopy velkého požáru. V současnosti nemáme žádné podložené informace o důvodech zániku této velké kultury. Ve skutečnosti existují dvě velké hypotézy o konci Teotihuacánu. Jedna hovoří o tom, že bylo město dobyto a vypáleno v důsledku invaze nějakého neznámého národa, možná útočníků z města Cacaxtla, asi 220 km na východ. Druhá hypotéza mluví o organizovaném povstání nebo plánovitém opuštění města. Jeho zánik by tudíž způsobili sami obyvatelé. Důvodů mohli mít několik. Poslední velká přestavba s sebou jistě nesla zvýšené nároky na pracovní síly, to mohlo vyvolat vážné nepokoje mezi lidem. S lidovým povstáním by mohly souviset i rozpory uvnitř vládnoucí hierarchie. Mnozí jsou přesvědčeni, že je potkala nějaká katastrofa, ale neví se, proč se je jeho obyvatelé pokusili vypálit a srovnat se zemí, když je opouštěli. Proti rychlému, neplánovanému konci mluví i to, že vnitřní prostory některých staveb byly úmyslně vyplněny kamením. Zaplnění místností snad mělo zabránit nepovolaným osobám ve vstupu do chrámových prostor, nebo mělo znamenat jejich „odsvěcení“. Stavby na povrchu byly spáleny nebo zbořeny a vnitřní prostory masivních budov byly zasypány.
Předpokládá se, že po opuštění, kolem r. 725 n. l., Teotihuacán vyplenili a zničili Čičimékové ze severu. Pak převzali vládu nad městem lidé toltéckého původu, kteří přišli ze severu a smísili původní kulturu a náboženské názory se svými. Jisté je, že kolem r. 900 n. l. byl Teotihuacán již opuštěn a město definitivně zpustlo r. 1000 n. l. Dosavadní archeologické informace nestačí na rozřešení otázky, proč byla tato mocná metropole, po staletí vévodící Mexické rovině, opuštěna.

### Rozdělení dle keramiky
Dějiny teotihuacánské kultury můžeme také rozdělit podle stylu keramiky do čtyř období:
1. Tzacualli (600–200 př. n. l., předklasická kultura)
2. Miccaotli (200 př. n. l.–250 n. l.)
3. Tlamilolpa-Xolalpan (250–650 n. l.)
4. Ahuitzotla-Amantla (650–900 n. l.)

## Architektura
V době největšího rozkvětu se Teotihuacán rozkládal na celkové ploše 22–25 km2, uspořádané do pravidelné sítě ulic a bloků. Její rozvržení bylo dáno přesným schématem založeným na čtvercích o rozloze 25 m2. Také řeka protékající městem byla odkloněna tak, aby tomuto šachovnicovému plánu odpovídala. Hlavními dvěma cestami jsou severojižní a východozápadní osa, které rozdělují město na čtyři části. Nejdůležitějšími posvátnými stavbami byly stupňovité pyramidy čtvercového půdorysu, z nichž nejstarší pochází z 1.–3. stol. n. l. Na prahu 2. stol. se začal Teotihuacán rozrůstat a přibývalo budov situovaných podél dvou hlavních komunikací města. Největší stavební „boom“ nastal po r. 225 n .l., kdy v blízkosti impozantních obřadních komplexů a rezidencí vládnoucí třídy vznikly obytné čtvrti, které zahrnovaly strukturně složité domy s nádvořími, nádrže na vodu, kanalizaci, ulice a vodní kanály. Město čítalo přes 2000 jednotlivých domů. Lišily se v rozměrech i v tom, kdo v nich žil. Teotihuacán nikdy neměl žádná opevnění. Když město dosáhlo celé své imponující velikosti, nastala změna. Přestavba postihla celý posvátný okrsek, od severu byly všechny stavby přebudovány. Nový styl je méně masivní než ten starší. Místnosti byly zasypány a zmizela průčelí, aby na nich mohly vzniknout plošiny pro budoucí chrámy. Také velké pyramidy dostaly nová schodiště a průčelí.
Město se rozkládalo podél ústřední ulice, Cesty mrtvých. Ta se táhla ze severu na jih a zahrnovala asi sto náboženských budov. Architekti budovali město postupně, směrem k jihu od mohutné pyramidy Měsíce. Na její jižní straně vedlo z pravoúhlého nádvoří vzhůru široké schodiště. Okolo náměstí Měsíce stály další svatyně a několik set metrů východně a západně odtud byla dvě malá prostranství, aby byla zachována symetrie prostoru. Z náměstí Měsíce k jihu vedly dvě řady velkolepých budov. Dle krásných fresek objevených uvnitř byla jedna z nich nazvána chrámem Zemědělství. Východně leží skupinka malých mohyl a přímo na jihu se nachází další skupina chrámů kolem Náměstí sloupů. Asi v polovině Cesty mrtvých se vypíná monumentální pyramida Slunce, největší stavba v Teotihuacánu. Směrem k jihu se táhnou menší skupinky staveb vždy rozložených kolem prostranství. Mnohé z nich jsou postaveny tak, že budí dojem patrových staveb, i když v užívání jen jedno podlaží. Východozápadní osa sledovala dráhu souhvězdí Plejád během letního slunovratu. Na jižním konci Cesty mrtvých, v průsečíku obou os, byla dvě ohrazená místa. První sloužilo pravděpodobně jako tržiště a druhé, zvané dnes Citadela, bylo snad nejdůležitější v Teotihuacánu. V jeho středu ležel chrám Opeřeného hada. Vedle těchto monumentů bylo dále identifikováno až 2600 větších staveb rozložených v těsných sekcích, z nichž každá měla svůj vlastní chrám.
Hlavním stavebním materiálem byl kámen. Používal se ke stavbě pyramid, chrámů a k dláždění cest. Celá plocha města byla vydlážděna kamenem, a to několikrát. Co se týče pyramid, jejich jádro je tvořeno vepřovicemi. Jsou to velké cihly sušené na slunci, vyrobené z vrstev odpadků (např. keramické střepy nebo figurky), které obyvatelé dříve nahromadili. Z vepřovic byly stavěny i paláce. Povrch pyramid byl z kamenů pokrytých vrstvou malty. Ta se též používala ke spojování kamenných bloků. Při přestavbě stavitelé použili méně otesaných kamenů a uplatnili ve velké míře valouny. V Teotihuacánu byly všechny budovy omítnuté vápennou omítkou a z téhož materiálu byly i podlahy.
Mezi charakteristické teotihuacánské architektonické znaky patřil přesný řád, symetrie a použití jednoduchých sloupů. V ceremoniální architektuře města převažuje netradiční styl označovaný jako talud-tablero. Vyznačuje se střídavým používáním šikmých svislých (talud) a kolmých vodorovných stěn (tablero), oddělených vystupujícími římsami. Dalším typickým znakem byla dekorativní plastika a malba. Paláce, chrámy i pyramidy byly pokryty uvnitř i vně barevnými reliéfy, stejně tak barevné byly i sochy. Mezery mezi kameny zdobili tím, že na ještě mokrou maltu lepili kamínky.

## Posvátné stavby
- Cesta mrtvých
- Pyramida Měsíce
- Pyramida Slunce
- Citadela
- Quetzalcoatlova pyramida

## Náboženství
Teotihuacán byl nejvýznamnějším poutním centrem celé Střední Ameriky. V určitou dobu opouštěli lidé celé vesnice v mexických horách a mířili na náměstí Teotihuacánu, kde se účastnili obřadů, jež měly zajistit budoucí rozkvět města i obyvatel údolí. Teotihuacán byl přísně organizované město ovládané pevnou rukou náboženských vůdců, kteří zcela vládli nad myslí, duchem i fyzickým bytím lidí. Kněží byli zároveň zdatnými astronomy, sledovali a ovlivňovali cykly veřejného života a pořádali náboženské obřady. Vliv náboženství byl patrný v každé domácnosti a i v těch nejchudších byly běžným vybavením oltáře s nádobkami na pálení vonných látek a figurkami božstev.

### Kulty
Hlavními uctívanými božstvy v Teotihuacánu byli Quetzalcoatl (Opeřený had), Tlaloc a Velká bohyně. Mezi další patří např. Quetzalpapalotl (Opeřený motýl). Všechna božstva se objevují na nádherně barevných nástěnných malbách zdobících chrámy a paláce.
Opeřený had byl symbolem války, lidských obětí, vody, plodnosti, a hlavně božské autority. O jeho uctívání svědčí i sochy z různých období na velké Quetzalcoatlově pyramidě. Kult Quetzalcoatla – Opeřeného hada se zde objevuje poprvé v mezoamerické historii, později hrál důležitou roli i v aztécké, toltécké a pozdní mayské kultuře. O rozšíření kultu se postarali Toltékové.
Druhým významným božstvem je Tlaloc. Jméno toho aztéckého boha války, deště a bouří se používá i pro označení jeho teotihuacánského předchůdce, jímž byl bůh vody, deště a plodnosti. Pro odlišení se mu někdy říká i bůh bouře. Teotihuacánský Tlaloc byl se svou ženou Chalchihuitilicue, bohyní vody, zobrazován v pro něj typickém vodním světě, kam se po smrti dostalo jen pár vyvolených. Většina nástěnných maleb v palácích zobrazuje scény odkazující na úrodnost a zemědělství a asi nejslavnější je zobrazení „Tlalokanu“, deštného ráje mexické mytologie.
Velká bohyně' byla spolu s Quetzalcoatlem a Tlalokem nejdůležitějším božstvem Teotihuacánu. Nejspíše byla ztělesněna v posvátné hoře Cerro Gordo a pyramidy Slunce a Měsíce byly zasvěcené jejímu kultu a s ním spojené plodnosti a úrody. Mezi její znaky patří čtverhranná čelenka, zakulacené uši a sukně. Bývá srovnávána s pozdějšími aztéckými bohyněmi Toci a Coatlicue. Z jejích rukou obvykle prýští voda. Někteří autoři zdůrazňují její pavoučí znaky. Nejznámější je její zobrazení na nástěnné malbě v Tepantitle. Někteří vědci však pochybují o existenci kultu Velké bohyně, podle nich ikonografická vyobrazení přisouzená této bohyni spolu vůbec nesouvisí a ve skutečnosti jde o několik různých bohů či bohyň.

### Jeskyně
Jeskyně měly v mezoamerickém náboženství zásadní význam, jelikož z nich na svět vycházeli bohové a předci, a byly to také brány do podsvětí, do světa démonů a jiných mocných bytostí. Teotihuacánská jeskyně měla možná zvláštní význam, neboť její čtyři komory mohly představovat čtyři části mezoamerického kosmu. Systém nedávno objevených tunelů a umělých jeskyní pod pyramidou Slunce představoval právě podsvětí. Podzemí sloužilo k různým ezoterickým obřadům, včetně lidských obětí a pohřbů. Teotihuacánští, stejně jako ostatní národy, přikládali masky ze vzácných materiálů na tváře urozených zemřelých a celé postavy obložili šperky. Členům skromnějších tříd se naproti tomu vkládaly do úst obyčejné disky, které měli jako dar na cestu do podsvětí.